# Vikariat Limburg
Das Vikariat Limburg war von 1800 bis 1827 die kirchliche Organisation, die für die römisch-katholische Kirche im Herzogtum Nassau und (ab 1818) in der Freien Stadt Frankfurt zuständig war. Sie war der Vorgänger des Bistums Limburg.

## Vorgeschichte
Im Heiligen Römischen Reich waren die nassauischen Territorien evangelisch gewesen. Mit dem Reichsdeputationshauptschluss erhielten die Nassauer Fürstentümer als Ausgleich für die auf dem Linken Rheinufer verlorenen Besitzungen einen Ausgleich, der überwiegend aus dem rechtsrheinischen Teil von Kurtrier, Gebieten von Kurmainz und Kurköln sowie kleineren reichsritterlichen Gebieten bestand. Mit der Rheinbundakte entstand daraus das Herzogtum Nassau. Dieses war nun konfessionell gemischt; rechnerisch gab es sogar eine katholische Bevölkerungsmehrheit.

## Die Gründung des Vikariats
Kirchlich gehörten die Katholiken im Herzogtum Nassau im alten Reich zu unterschiedlichen Bistümern. Der größte Teil bildeten die Gemeinden, die zum Bistum Trier gehörten. Dieses war durch die französische Besetzung des linken Rheinufers geteilt. Dieses war im Frieden von Lunéville vom 9. Februar 1801 an Frankreich abgetreten worden. Die dadurch geschaffenen Fakten wurden durch das Konkordat zwischen Napoleon und Papst Pius VII. vom 16. Juli 1801, und die päpstliche Bulle Qui Christi Domini vom 29. November 1801 kirchlicherseits dahingehend umgesetzt, dass der linksrheinische Teil des Bistums in die französische Kirche eingegliedert wurde. Napoleon ernannte Charles Mannay zum Bischof dieses Teilbistums. Für den rechtsrheinischen Teil des Bistums blieb Clemens Wenzeslaus von Sachsen weiter Bischof. Dieser lebte aber im Exil in Augsburg und konnte seine Aufgaben vor Ort nicht wahrnehmen. Bereits 1800 wurde von ihm daher ein provisorisches Vikariat in Limburg an der Lahn eingerichtet, das während seiner Abwesenheit die Ausgaben wahrnehmen sollte. Nachdem sich abzeichnete, dass aus dem Provisorium ein Dauerzustand werden würde, wandelte er dieses am 6. September 1802 in ein reguläres Generalvikariat um und ernannte am 11. Mai 1803 Josef Ludwig Beck zum Generalvikar.
Das Generalvikariat umfasste die ehemals trierischen Teile des Herzogtums. Dies waren die drei Landkapitel Dietkirchen, Kunostein-Engers und Kamp mit zusammen etwa 85 Pfarreien.
Die drei Landkapitel Höchst, Königstein und Rheingau, aus dem ehemaligen Erzbistum Mainz wurden vom Erzbischöflich-Mainzischen Generalvikariat in Aschaffenburg verwaltet. Im Jahr 1821 wurden sie dem Limburger Vikariat unterstellt.
Ebenfalls erst später zum Limburger Vikariat geschlagen wurden die beiden Kölnischen Pfarreien Hachenburg und Marienstatt. Im ehemaligen Fürstentum Hadamar bestanden 14 Pfarreien die einem eigenen Konsistorium in Dillenburg zugeordnet waren. auch diese wurden später dem Limburger Vikariat zugeordnet.
Im Rahme des Wiener Kongresses erfolgte 1815 ein Gebietstausch Nassaus mit Preußen. Das Herzogtum Nassau erhielt die rein protestantischen Gebiete von Nassau-Siegen und gab Grenzstreifen nahe Siegen und Wetzlar an Preußen ab und erhielt dafür die Niedergrafschaft Katzenelnbogen. Damit kamen 30 rechtsrheinische Pfarreien an Preußen (und später wieder in die Diözese Trier), dies entsprach der Hälfte des Landkapitels Kunostein-Engers. Auch die katholische Gemeinde in Gießen und die in Wetzlar war davon betroffen.

## Freie Stadt Frankfurt
Die Reichsstadt Frankfurt am Main war seit 1533 lutherisch gewesen. Katholiken konnten nicht Mitglied des Rates oder der Zünfte werden. Katholische Gottesdienste konnten nicht öffentlich, sondern nur im Rahmen der in der Stadt verbliebenen Klöster und Stifte gefeiert werden. Die anfangs sehr kleine katholische Gemeinde wuchs ab Ende des 17. Jahrhunderts langsam wieder an, vor allem durch katholische Migranten aus dem Raum Fulda und aus Oberitalien. Um die kaiserlichen Privilegien der Frankfurter Messe und der Krönungsstadt der deutschen Könige und Kaiser zu wahren, akzeptierte der Rat den Status quo. Er erkannte auch die Gerichtsbarkeit des Erzbischofs von Mainz über die katholische Geistlichkeit in weltlichen Dingen an. Die Katholiken besaßen neben dem Kaiserdom St. Bartholomäus, der auch als Pfarrkirche diente, sieben weitere Kloster- und Stiftskirchen. Das katholische Schulwesen wurde von den drei Kollegiatstiften und fünf Klöstern sichergestellt.
Als Folge des Reichsdeputationshauptschlusses wurden die drei Stifte und drei Männerklöster durch die Stadt Frankfurt säkularisiert; die Kommenden der beiden Ritterorden fielen an andere weltliche Eigentümer. Von den Kirchen blieben den Katholiken der Dom, die Liebfrauenkirche und die Karmeliterkirche. 1809 wurde diese gegen St. Leonhard getauscht.
Nachdem Frankfurt 1806 dem Fürstentum Aschaffenburg zugeschlagen wurde, führte Fürstprimas Karl Theodor von Dalberg die Gleichberechtigung aller Konfessionen ein. Dies wurde auch nach der Gründung der Freien Stadt Frankfurt in der Verfassung, der Konstitutionsergänzungsakte, garantiert. 1818 waren etwa 12 % der Bürger oder 15 % der Gesamtbevölkerung der Freien Stadt Frankfurt katholisch.
Kirchlich gehörte Frankfurt zum Sprengel des Fürstprimas Dalberg und wurde vom Generalvikariat in Aschaffenburg verwaltet (das Bistum Mainz war in der Franzosenzeit wie das Bistum Trier auf die linksrheinische Seite begrenzt). Mit dem Ende des Großherzogtums Frankfurt 1813 musste die kirchliche Zuordnung neu geregelt werden. Frankfurt entschied sich gegen eine Rückkehr in das Bistum Mainz und strebte eine Verbindung mit Nassau an. Dies wurde in einem Staatsvertrag vom 8. Oktober 1818 zwischen der Freien Stadt Frankfurt und dem Herzogtum Nassau geregelt. Für die Stadt Frankfurt war Senator Johann Ernst Friedrich Danz, für Nassau Johann Ludwig Koch Verhandlungsführer. 1821 (gemeinsam mit den anderen ehemals kurmainzischen Gemeinden) wurde Frankfurt dem Limburger Vikariat zugeordnet.

## Die Legitimitätskrise 1812/1816
Josef Ludwig Beck war durch Clemens Wenzeslaus von Sachsen zum Generalvikar ernannt worden. Seit dessen Tod 1812 gab es keinen Bischof für den rechtsrheinischen Teil des Bistums Trier mehr. Damit war auch Becks Mandat erloschen. Kirchenrechtlich war damit der Bischof des nächstgelegenen Bistums zuständig, Karl Theodor von Dalberg. Damit war jedoch der Herzog nicht einverstanden und forderte Beck auf, sich an das noch fortbestehende Domkapitel der rechtsrheinischen Kölner Restdiözese in Deutz zu wenden. Da es hier jedoch ebenfalls keinen Bischof gab, war dieses Vorgehen für die nassauischen Katholiken keine Lösung. Die drei Landdechanten lehnten diesen Vorschlag daher ab und regten stattdessen an, den Trierischen Domdekan Johann Philipp Graf von Kesselstatt als Vertreter des Trierer Domkapitels zu bitten, Beck zum Generalvikar zu ernennen. Auch damit war die Regierung des Herzogtums Nassau zunächst nicht einverstanden. Nachdem sie schließlich doch eingewilligt hatte, war es nun Beck selbst, der Bedenken äußerte. Der Konflikt wurde dadurch gelöst, das Dalberg Kesselstatt beauftragte, die Ernennung vorzunehmen. So konnte die nassauische Regierung sich darauf berufen, das Bistum Trier habe die Ernennung vorgenommen; Beck hingegen konnte auf das bischöfliche Mandat Dalbergs verweisen.
Nach dem Tod Becks brach der Konflikt neu auf. Dalberg ernannte am 30. März 1816 Hubert Corden zum neuen Generalvikar. Dies lehnte die nassauische Regierung wiederum ab. Sie verlangte stattdessen, dass diese Aufgabe einem Vikariatskollegium zugeteilt werden sollte, in dem Corden als „Vikariatsdirektor“ Primus inter pares sein solle. Corden eskalierte die Frage an den Papst, der Corden am 8. Juli 1818 zum Kapitularvikar für nassauische und frankfurtische Lande ernannte. Die nassauische Regierung erkannte dies nicht an und betrachtete Corden weiter als Vikariatsdirektor. Faktisch amtierte er von 1818 bis 1827 als apostolischer Vikar für die nassauischen Pfarreien.
Das Vikariatskollegium bestand aus zuerst vier und zuletzt aus 6 Mitgliedern, die vom Herzog ernannt wurden. Dies waren neben Corden die Pfarrer Schlauß zu Helferskirchen und Johann Wilhelm Bausch zu Frickhofen sowie Kustos Busch zu Limburg. Nachdem Busch und Schlauß verstorben waren, ernannte die Regierung 1821 Pfarrer Fölix von Nentershausen und 1826 (für die neu hinzugekommenen Mainzer Teile) Landdechant Euler von Eltville, Landdechant Jakob Brand von Weißkirchen und Stadtpfarrer Orth von Frankfurt ernannt. Während die anderen durch den Herzog ernannt wurden, erfolgte die Ernennung von Orth durch den Senat der Freien Stadt Frankfurt.

## Die Bistumsgründung
Mit der Bulle Provida solersque von 1821 war grundsätzlich der Weg für eine Einrichtung eines Bistums Limburg frei gemacht. Die Kirche, die nassauische Regierung und der Frankfurter Senat waren sich jedoch nicht einig, wie der Bischof zu wählen sei. Erst nach langen Gesprächen einigte man sich und der Wahlmodus wurde in der Ergänzungsbulle Papst Leo’s XII. Ad dominici gregis custodiam vom 11. April 1827 geregelt. Damit kam es zur Gründung des Bistums und das Vikariat Limburg fand seine Erledigung.